# Медальный зачёт на зимних Паралимпийских играх 2014

Карта стран-медалисток зимних Паралимпийских игр 2014:
Страны, выигравшие хотя бы одну и более золотых медалей
Страны, выигравшие хотя бы одну и более серебряных медалей
Страны, выигравшие хотя бы одну и более бронзовых медалей
Страны, не выигравшие ни одной медали
Страны, не участвующие в играх

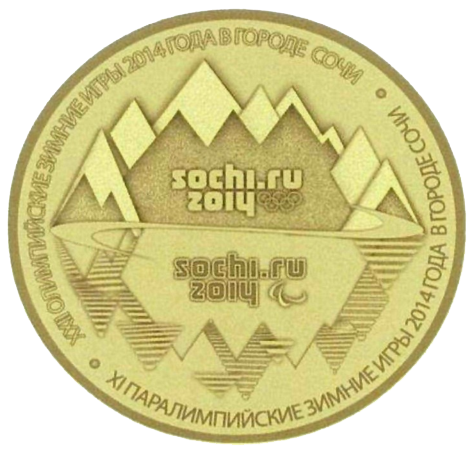
Золотая медаль XI зимних Паралимпийских игр в Сочи

На XI зимних Паралимпийских играх, которые прошли с 7 по 16 марта 2014 года в Сочи, было разыграно 72 комплекта медалей, в том числе в следж-хоккее — один; в кёрлинге на колясках — один; в биатлоне — 18; в лыжных гонках — 20; в горнолыжном спорте и пара-сноуборде — 32. Всего в этом спортивном событии приняло участие 547 атлета из 45 стран.
Атлеты из 19 Национальных Паралимпийских комитетов (НПКов) выиграли по меньшей мере одну медаль, и 14 из них завоевали не менее одной золотой медали.
Россия выигрывает наибольшее количество золотых медалей (30), серебряных (28), бронзовых (22) и медалей в общем (80) и занимает первое место в неофициальном медальном зачёте.
В соревнованиях по суперкомбинации сидя среди женщин бронзовая медаль присуждена не была. В соревнованиях по биатлону на 15 км среди мужчин с нарушением зрения были присуждены две бронзовые медали.

## Неофициальный медальный зачёт
Таблица медального зачёта основывается на данных Международного паралимпийского комитета (МПК), опубликованных на сайте игр в Сочи. Таблица отсортирована по количеству медалей высшего достоинства («золото») выигранных участниками национальных паралимпийских комитетов (НПК). Далее следует количество выигранных медалей среднего («серебро») и низшего достоинств («бронза»). Если НПКи имеют в общем итоге одинаковое количество выигранных медалей, то страны сортируются в алфавитном порядке русского языка.

Жирным выделено наибольшее количество медалей в своей категории; страна-организатор также выделена.
|       | Общее количество медалей | Общее количество медалей | Общее количество медалей | Общее количество медалей | Всего |
| Место | Страна                   | Золото                   | Серебро                  | Бронза                   | Всего |
| ----- | ------------------------ | ------------------------ | ------------------------ | ------------------------ | ----- |
| 1     | Россия                   | 30                       | 28                       | 22                       | 80    |
| 2     | Германия                 | 9                        | 5                        | 1                        | 15    |
| 3     | Канада                   | 7                        | 2                        | 7                        | 16    |
| 4     | Украина                  | 5                        | 9                        | 11                       | 25    |
| 5     | Франция                  | 5                        | 3                        | 4                        | 12    |
| 6     | Словакия                 | 3                        | 2                        | 2                        | 7     |
| 7     | Япония                   | 3                        | 1                        | 2                        | 6     |
| 8     | США                      | 2                        | 7                        | 9                        | 18    |
| 9     | Австрия                  | 2                        | 5                        | 4                        | 11    |
| 10    | Великобритания           | 1                        | 3                        | 2                        | 6     |
| 11    | Норвегия                 | 1                        | 2                        | 1                        | 4     |
| 11    | Швеция                   | 1                        | 2                        | 1                        | 4     |
| 13    | Испания                  | 1                        | 1                        | 1                        | 3     |
| 14    | Нидерланды               | 1                        | 0                        | 0                        | 1     |
| 14    | Швейцария                | 1                        | 0                        | 0                        | 1     |
| 16    | Новая Зеландия           | 0                        | 1                        | 0                        | 1     |
| 16    | Финляндия                | 0                        | 1                        | 0                        | 1     |
| 18    | Беларусь                 | 0                        | 0                        | 3                        | 3     |
| 19    | Австралия                | 0                        | 0                        | 2                        | 2     |
| Всего | Всего                    | 72                       | 72                       | 72                       | 216   |

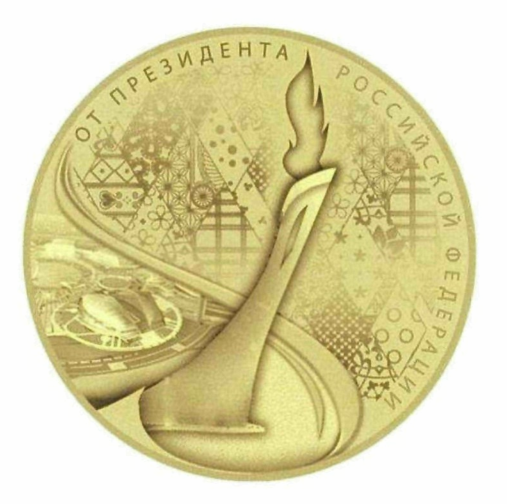
Золотая медаль XI зимних Паралимпийских игр в Сочи

На зимних Паралимпийских играх 2014 года 26 из 45 участвующих Национальных паралимпийских комитетов не выиграли ни одной медали. Эти страны:
- Андорра
- Аргентина
- Армения
- Бельгия
- Болгария
- Босния и Герцеговина
- Бразилия
- Греция
- Дания
- Иран
- Исландия
- Италия
- Казахстан
- Китай
- Мексика
- Монако
- Польша
- Румыния
- Сербия
- Словения
- Турция
- Узбекистан
- Хорватия
- Чехия
- Чили
- Республика Корея